# 862
862 (DCCCLXII) fue un año común comenzado en jueves del calendario juliano, en vigor en aquella fecha.

## Acontecimientos
- Galicia - Alfonso III, rey de Galicia en vida de su padre. Rebeliones y levantamientos contra Alfonso de los condes Hermenegildo y posteriormente Froila Bermúdez, en Lugo.
- El príncipe Rastislav invita a Cirilo y Metodio a predicar el cristianismo en lengua eslava en la Gran Moravia.
- Balduino I, primer conde hereditario de Flandes.
- Lotario II obtuvo el apoyo de su hermano el emperador Luis II el Joven, mediante la cesión de tierras y obtuvo el consentimiento del clero local para divorciarse de Teutberga y casarse con Waldrada.
- Los varegos, comerciantes y guerreros vikingos de origen sueco establecen una red comercial en Europa oriental. Luego de lograr apaciguar a las tribus eslavas locales, su líder, Rúrik, funda la dinastía Rúrika, primera dinastía de la Rus de Kiev, el Estado padre de las actuales naciones de Rusia, Bielorrusia y Ucrania.